# (7682) Miura
(7682) Miura (1997 CY19) – planetoida z pasa głównego asteroid okrążająca Słońce w ciągu 4,36 lat w średniej odległości 2,67 j.a. Odkryta 12 lutego 1997 roku.